# 秋吉英美
秋吉 英美（あきよし えみ、1974年5月25日 - ）は、日本のラジオパーソナリティ、タレントである。大阪府寝屋川市生まれ・同府枚方市育ち、大阪府立長尾高等学校、大谷女子大学（現・大阪大谷大学）英文科卒業。MC企画を経て現在は「Office t-eye」所属。関西限定で活動している。

## 人物
血液型はA型。現在、大阪府枚方市在住。枚方が好きで、「一生枚方で暮らしたい」というほど。好きなタイプは、金本知憲（阪神タイガース）、日馬富士、ベッカム。
1998年10月より、朝日放送（ABCラジオ）の『おはようパーソナリティ道上洋三です』（以下「おはパソ」と略称）の9代目アシスタントを務めたことで、地元・関西を中心に、有名になる。2007年10月6日には、TBSラジオで放送されていた『土曜ワイドラジオTOKYO 永六輔その新世界』で、関東圏の番組に初出演を果たす。これは道上が永六輔と親交があることにより実現した。
『おはパソ』内では、阪神タイガースが勝った翌日には、道上洋三とともに、「六甲おろし」を熱唱。また絵が得意で、「おはパソ」の30周年記念ロゴも自らデザインした。ロゴは番組ステッカー（おハッカーえみぞう）として、リスナーへのプレゼントも行っている。
同番組内の企画で、多彩なことに挑戦している。
- 同番組内の企画で発売したCD「英美ちゃんのレッツ・ゴー!九九!」（道上洋三&秋吉英美名義）がオリコン初登場29位を記録した。
- 2000年12月には、ホノルルマラソンを完走（6時間50分43秒）。
- 2006年には、第一回明石タコ検定でお墨付きをもらった。
- 2008年10月には、番組企画として料理本「らららクッキング」（プラネットジアース、ISBN 4893400800）を出版した。

ウクレレ・ボクササイズ（リズボク）・フラダンスと何でも挑戦するが、長続きしないのが欠点でもある。
2009年5月に、建築関係の仕事に従事する一般人男性と結婚。2011年1月4日の『おはようパーソナリティ道上洋三です』の放送中に、第1子の妊娠を発表した。同年4月1日の放送を最後に、12年半務めてきた同番組のアシスタントを卒業。同年5月に第1子となる長男を出産した。さらに、2014年3月には、第2子となる女児を出産している。

## 出演番組
- せのぶら本舗（ABCテレビ、2017年10月‐）
- 秋吉英美のスマイル本舗（ABCラジオ、2017年10月 - 、毎週日曜日6:30 - 6:45）

## 過去の出演番組
- おはようパーソナリティ道上洋三です第9代アシスタント（ABCラジオ、1998年10月5日- 2011年4月1日）
- おはよう朝日・土曜日です（ABCテレビ）
- ワイドABCDE〜す（ABCテレビ）
- 歴史街道（ABCテレビ）旅人として数回出演
- 近鉄不動産「ローレルコート枚方天之川」タウンガイド（インターネット配信）